# Брокер (роман)
«Брокер» (англ. The Broker) — триллер жанра саспенс американского писателя Джона Гришэма. 11 января 2005 вышло в свет издание романа в твёрдой обложке, выпущенное издательством Doubleday.
События романа происходят в США и в Италии.

## Описание сюжета
Трое пакистанских учёных пытаясь получить контроль над новым индийским военным спутником замечают на орбите десять неизвестных спутников. Им удаётся написать программу доступа к изображениям, получаемым этими спутниками. Пакистанцы пытаются продать программу и выходят на известного юриста Джоэла Бэкмана как на посредника. Однако экс-сенатор Джейси Хаббард через которого Бэкман вёл переговоры с Пентагоном, погибает от рук агента китайской спецслужбы. Затем Пентагон организует «утечку информации». Учёные погибают, а Бэкман, успев спрятать диски с программой в цюрихском банке, получает 20-летний срок тюремного заключения
Уходящий из Белого дома президент США Артур Морган желает дать пощёчину американскому общественному мнению в отместку за сокрушительное поражение на выборах и, вняв просьбе директора ЦРУ Мейнарда, даёт помилование Бэкману. Агенты ЦРУ вывозят Бэкмана в Болонью. Коварный Мейнард планирует организовать утечку информации спецслужбам заинтересованных государств, а потом пронаблюдать кто именно уничтожит бывшего брокера.
Изгнанник понимает, что дело нечисто и предпринимает собственные действия. Он пишет письмо сыну а тот передаёт смартофон через профессора с которым познакомился Бэкман. Тем временем Мейнард организует «утечку информации» о том, что Бэкман скрывается в Болонье представителям Израиля, Китая, России, Саудовской Аравии. В Италию выезжают израильский отряд «Кидон» и талантливый китайский киллер. Преподавательница итальянского языка Франческа отдаёт Бэкману паспорт своего умирающего от рака мужа и брокер, избавившись от слежки, добирается до своего вклада и дисков с программой в Цюрихе. Он летит в Вашингтон и отдаёт программу представителю Пентагона майору Роуланду который договаривается с представителями Израиля и Саудовской Аравии, чтобы те отменили охоту за Бэкманом. Брокер уезжает обратно в Болонью, где его ждёт Франческа.

## Критика романа
Роман был положительно воспринят некоторыми критиками, отметившими его как возврат к гришэмовской форме романов. В то же время другие критиковали роман как «всего-лишь путеводитель по Италии, облечённый в форму художественного произведения». Обзор книг газеты Нью-Йорк Таймс отмечает, что описание уходящего в отставку президента как «идиота, но честного» подходит как Бушу-младшему, так и Клинтону, подписавшему постыдные президентские помилования в последние минуты перед уходом в отставку в 2001. Тем не менее роман занял первое место в списке бестселлеров по версии The New York Times и в списке бестселлеров по версии Publishers Weekly за 2005 год.